# Iophonidae
Iophonidae är en familj av svampdjur. Iophonidae ingår i ordningen Poecilosclerida, klassen horn- och kiselsvampar, fylumet svampdjur och riket djur.
Familjen innehåller bara släktet Iophon.